# Francisco de Soto Marne
Francisco de Soto Marne (1698, Miajadas - † 1771?) fou un teòleg i filòsof franciscà espanyol.
Va prendre l'hàbit franciscà observant a Extremadura i es consagrà a l'ensenyament i a la predicació. Cap al 1733 començà a ensenyar filosofia a diversos convents del seu orde i cinc anys més tard fou nomenat lector de teologia al convent franciscà de Ciudad Rodrigo, Salamanca, i possiblement ja estava jubilat d'aquests treballs el 1748.
Poc després de la seva entrada a la vida sacerdotal fou nomenat cronista de la província franciscana de San Miguel i en aquestes funcions prosseguí la crònica publicada el 1671 per Fra José de Santa Cruz editant-ne una segona part a Salamanca el 1743. Oficià com a frare guardià i escrivà titular del col·legi missioner de Nostra Senyora dels Àngels de la Moheda, destinat a la formació de missioners d'Espanya i Ultramar. És possible que hi romangués fins al 1738, quan es convertí en lector de teologia a Ciudad Rodrigo. Per a la seva feina com a cronista de la seva província hagué de ser nomenat a més cronista general de la religió seràfica (des del 1694 hi havia dos cronistes generals, un per a la branca observant i un altre per a la descalça) succeint Eusebio González de Torres.
El 1749 entrà en polèmiques amb el benedictí Fra Benito Jerónimo Feijoo, suscitant diversos escrits de defensa. Dos anys més tard fou escollit custodi al capítol provincial de San Miguel del 17 de juliol de 1751 i el 2 d'abril de 1752 fou nomenat comissari general del Perú pel general Pedro Juan de Molina per reemplaçar Eugenio Ibáñez Cuevas, funció que consistia a supervisar el règim i la disciplina de les diferents províncies, convents i missions franciscanes d'Ultramar. Se n'anà a Lima amb aquesta empresa i el 22 de gener de 1753, ja al Perú, fou nomenat qualificador i consultor del Sant Ofici o Inquisició.
A Lima continuà amb les seves tasques de predicació i ensenyament a la càtedra escotista de la Universitat de Sant Marc. Allà s'hi comprometé fortament en la reforma de l'ensenyament, elaborant importants instruccions sobre els estudis de teologia i filosofia; a més dirigí la reconstrucció material del col·legi de Guadalupe i erigí a Xile un important col·legi de missions americanes, el Col·legi de Sant Ildefons de Chillán, el 1756. Acabà el seu comissariat general el 1765 i no queda gaire informació sobre el seu període posterior. És possible que tornés a la seva província d'origen, San Miguel, i morís cap a l'any 1771, però s'ha trobat un sermó seu que, tot i datat a Lima el 1754, fou publicat el 1775, la qual cosa podria fer creure que encara vivia en aquesta època a Amèrica.